# Clemens August I. von Droste zu Hülshoff
Clemens-August I. von Droste zu Hülshoff (* 23. November 1730 auf Burg Hülshoff; † 12. November 1798 ebenda) war Gutsbesitzer und Großvater der Dichterin Annette von Droste-Hülshoff.

## Leben

### Herkunft

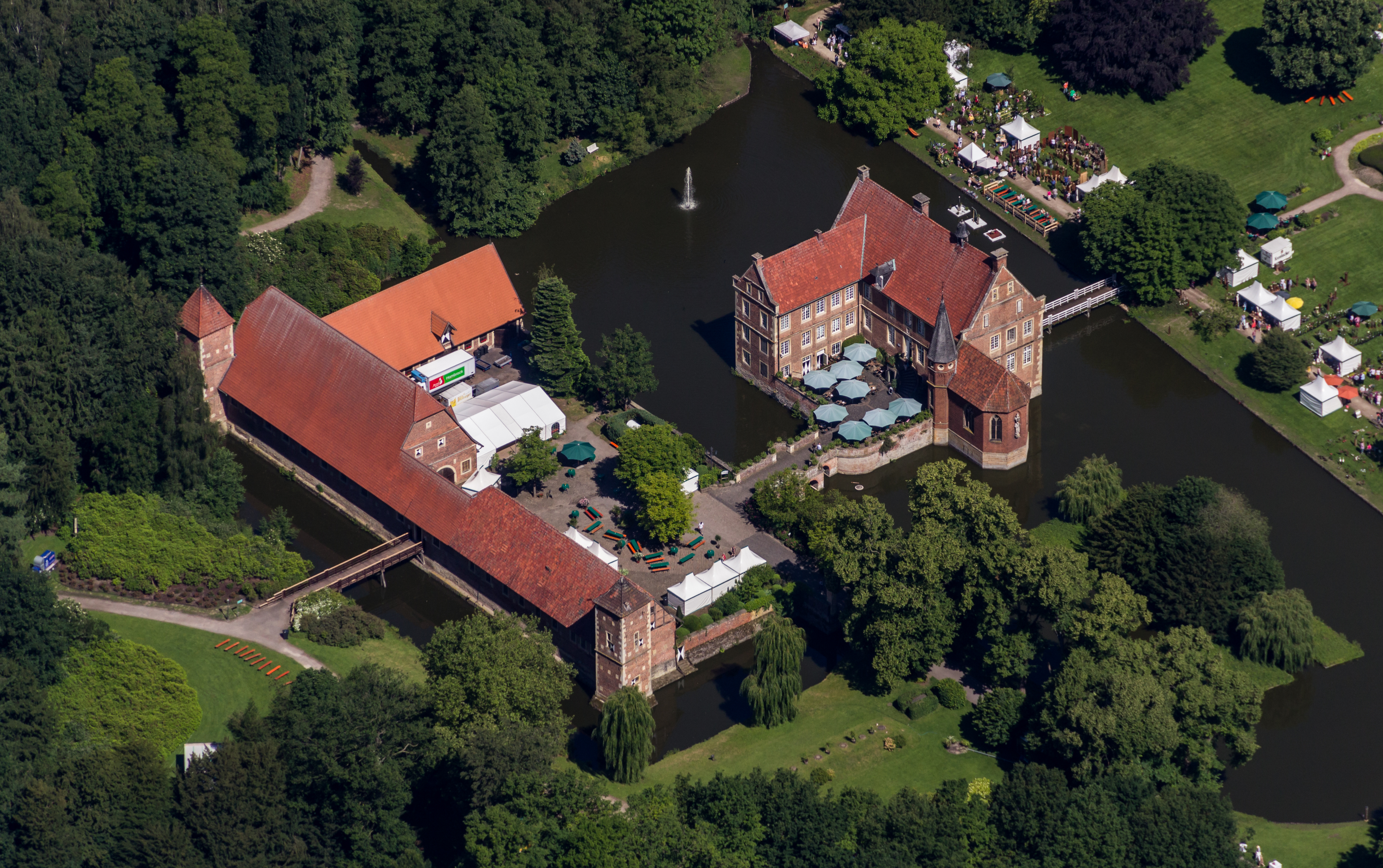
Burg Hülshoff, Luftbild (2014)

Clemens-August I. von Droste zu Hülshoff war der älteste Sohn und Erbe des kurkölnischen Kämmerers und Gutsbesitzers Heinrich Wilhelm Droste zu Hülshoff und der Anna Brigitta Droste zu Vischering (* 12. Juli 1708 auf Schloss Darfeld; † 12. November 1750 auf Burg Hülshoff), einer Tochter des Erbdrosten Maximilian Heidenreich Droste zu Vischering. Er gehörte der 18. Generation seiner Familie an und war ein Patensohn des Fürstbischofs Clemens August von Bayern, so dass er als erster von vier Namensträgern in seiner Familie auf dessen Vornamen getauft wurde. Er hatte fünf (überlebende) Geschwister, darunter Anna Elisabeth (1733–1805, Äbtissin des Stifts Metelen und Patentante der Dichterin) und der Deutschordensritter, General und Gouverneur von Münster Heinrich-Johann von Droste zu Hülshoff.

### Wirken

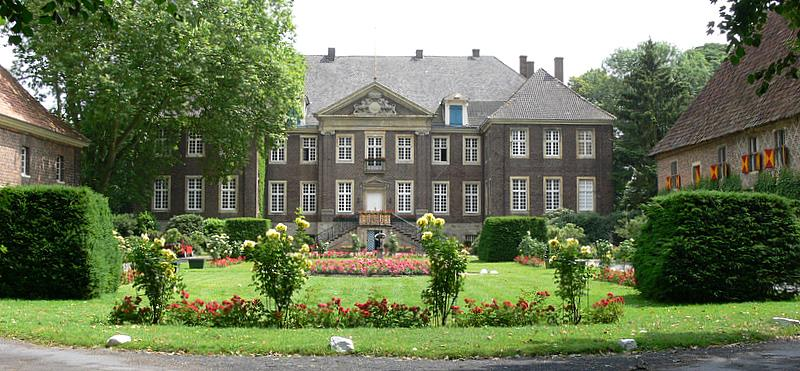
Haus Steinfurt

Clemens-August trat früh in das Militär des Hochstifts Münster ein. Schon 1749 war er Rittmeister im Kavallerieregiment Friedrich Florenz Raban von der Wenge. Diese Stelle musste er 1756 an seinen Bruder Heinrich-Johann von Droste zu Hülshoff abtreten, nachdem er das Regiment zur Entführung seiner Braut missbraucht hatte. Der Brautvater, Ferdinand Wilhelm Joseph von der Recke-Steinfurt, kommentierte diesen Vorfall mit den Worten, die Lektüre zu vieler englischer Romane habe ihr den Kopf verdreht. Clemens-August I. musste im Siebenjährigen Krieg mit seinen Brüdern persönlich den zum Gut gehörigen Hof Wittover mit der Waffe schützen und 1759 die Einquartierung des Kommandeurs der französischen Truppen, Louis de Conflans, marquis d’Armentières, in Hülshoff hinnehmen. Schon 1753 übernahm er, zunächst unter der Vormundschaft seines Onkels, des Osnabrücker Domherren Ernst Constanz Droste zu Hülshoff, die Güter. 1759 verkaufte er das „Haus Droste“ in Hohenholte, das seine Tante, die Stiftsdame Elisabeth, bewohnt hatte. Clemens August I., ein Ur-Urenkel von Bernhard II. von Droste zu Hülshoff – wird von Johann Holsenbürger als großer, stattlicher Mann beschrieben, geübt im Reiten und Fechten. Er soll kalt und streng in seinem Aussehen gewesen sein und wurde von seinen Kindern mehr gefürchtet als geliebt. Auch soll er mehr dem Jagdvergnügen gelebt haben, als den Geschäften.

### Heirat
1759 heiratete er die Nottulner Stiftsdame Maria Bernhardina von der Recke zu Steinfurt (1733–1784), Tochter des Ferdinand Wilhelm von der Recke zu Steinfurt (1707–1761, Geheimrat und Kämmerer) und seiner Frau Sophia Maria von Kerckerinck zur Borg (1710–1751). Sie wurde als „Muster einer Frau“ und geschickte Gutsherrin gepriesen. Sie war in hohem Grade musikalisch und eine talentierte Malerin, von der noch heute ein Selbstporträt in Burg Hülshoff zu besichtigen ist. Sie stammte aus Haus Steinfurt und war Alleinerbin von zwei Dritteln des umfangreichen Gutsbesitzes ihres Familienzweiges auf Haus Steinfurt. Die Droste-Hülshoffs versäumten jedoch, rechtzeitig ihre Ansprüche in Erbstreitigkeiten zwischen den Familien von der Recke und Landsberg-Velen anzumelden. Clemens-August I. konnte jedoch das uralte Stammgut Deckenbrock, das sein Ahn Bernhard II. von Droste zu Hülshoff verkauft hatte, für 5.242 Taler ersteigern und wieder dem Gut Hülshoff hinzufügen. Clemens-August I. lebte nach dem Tode seiner Frau 1784 hauptsächlich im Stadthaus „Gravenhorster Hof“ in Münster, das sein Bruder, der General Heinrich-Johann von Droste zu Hülshoff erworben hatte, weil dieser Burg Hülshoff zwischen 1789 und 1794 im Stil der Zeit umbauen ließ. Er und seine Nachfahren sahen das nicht gern, weil dabei viel Altertümliches zerstört wurde. Clemens August I. kam während des Umbaus nie mehr nach Hülshoff zurück.

### Nachfahren
Maria Bernhardina brachte elf Kinder zur Welt. Fünf Söhne überlebten:
- Clemens-August II. von Droste zu Hülshoff, der Vater der Dichterin Annette,
- Maximilian Friedrich von Droste zu Hülshoff (Komponist),
- Heinrich Johannes Franz von Droste zu Hülshoff (Dompropst),
- Ernst Konstantin von Droste zu Hülshoff, wurde durch die Familie von Kerckerinck als Erbe von Haus Stapel adoptiert, wo er das klassizistische Schloss errichtete und
- Adolf Aloysius (* 18. April 1771).